# Tamget
Tamget (Capra aegagrus hircus) är ett däggdjur som ingår i släktet Capra, och familjen slidhornsdjur. Den beskrevs av Linné 1758 som arten Capra hircus. Idag brukar den definieras som en underart till vildget, men flera auktoriteter definierar den fortfarande som art. Handjuret kallas bock (eller något ålderdomligt getabock), hondjuret get och avkomman killing.
Epitet hircus i underartens vetenskapliga namn är ett av de latinska orden för get.

## Utseende och anatomi
Den fullvuxna hanen blir ca 100–170 cm lång och kan väga upp till ca 115 kg. Honorna är mindre och 40–50% lättare. Båda könen bär horn, som ofta är något bakåtböjda. Geten har raggig päls som för det mesta skiftar i grå, vita, svarta och bruna nyanser.  Hanen, bocken, har hakskägg och luktar starkt från sina analkörtlar. Även honan (geten) har i regel skägg fast mindre.
Den tyngsta kända tamgeten tillhörde en ras som avlades fram i regionen kring kommunen Saanen i Schweiz. Den hade en vikt av 181 kg. De minsta raserna som Terrai från Nepal och Black Bengal från Pakistan och Indien väger mellan 8 och 11 kg.
Getens skelett är mycket likt fårets. Faktiskt så likt att det är svårt att enbart med ledning av ett ben bestämma om benet kommer från ett får eller en get. I arkeologisk facktext används därför ibland benämningen får/get.

## Härstamning och spridning
Geten är jämte fåret ett av människans tidigaste husdjur. Tamgeten verkar först ha blivit domesticerad i Zagros-bergen i Iran för 10 000 år sedan. De hölls på hedar och betade på berg eller andra grönskande platser.

### Som invasiv art
Getens spridning till isolerade områden där den inte funnits tidigare har ofta resulterat i ödesdigra konsekvenser för den biologiska mångfalden i området. Detta gäller i synnerhet havsöar med djurliv som utvecklats utan närvaro av getter. Ett känt exempel är introduktionen av getter till ön Sankta Helena i Atlanten. Sankta Helena var en strategiskt viktig handelsplats under den tidigare delen av de stora upptäcktsresornas tid, och under denna period koloniserades ön. Geten infördes till Sankta Helena 1513, och var snart halvt förvildade och frivandrande över hela ön. Detta medförde att geten blev en tillförlitlig köttresurs för invånarna på ön, samt för återkommande sjöfarare. Först 300 år senare gjordes de första botaniska undersökningarna på Sankta Helena. Vid denna tidpunkt hade floran på ön ändrats radikalt av närvaron av en för öns arter okänd herbivor. 46 arter som var endemiska för Sankta Helena noterades vid denna tidpunkt. Idag är 7 av dessa utdöda. Vi kommer aldrig att få reda på hur många växtarter som fanns på ön innan getens ankomst. Geten har haft liknande effekter på andra oceaniska där den introducerats i en miljö där den inte funnits tidigare. Getens effekt på växter som inte är anpassade till dess närvaro är så stark att den nämnts som en mycket god kandidat till andraplatsen efter människan som orsak till förlust av biologisk mångfald.

## Ekologi
Getter har 30 par kromosomer, dvs 60 stycken. Vid fortplantningen förenas hanens spermie med 30 kromosomer, med honans äggcell med 30 kromosomer. Geten är dräktig 150 dagar (ca 5 månader), och föder därefter oftast 2–3 killingar, men kan föda allt mellan 1 och 6 killingar.
Getens livslängd är normalt 9–18 år, typiskt för en tamget är 15 år men ända upp till 22 år har förekommit. Ett exemplar av honkön hade under ett 18 år långt liv 26 ungar, däribland en kull med fyra ungar och fem kullar med trillingar. Honan var en korsning mellan rasen Golden Guernsey och rasen Anglo-Nubian.
Getter smälter sin föda relativt snabbt.

### Sjukdomar

#### Scrapie
Transmissibla spongiforma encefalopatier (TSE) är en typ av sjukdomar som orsakas av prioner. De leder till degeneration av hjärnvävnaden, och har dödlig utgång. Bästa sättet att förstöra prioner är autoklavering i 3 bars tryck och 134–137 grader celsius i minst 20 minuter. Sjukdomen har varit känd i över 250 år. Inkubationstiden är minst 2 år, och djuren som insjuknar är oftast mellan 3 och 4 år.

#### Lunginflammation[15]
Getter i alla åldrar kan drabbas av lunginflammation. Miljöfaktorer som dålig miljö, hög djurtäthet och stress samverkar med smittämnen som bakterier, virus och parasiter. Mykoplasma, pasteurella och mannheimia förekommer i svenska getbesättningar. Andra smittämnen som kan ge luftvägsinfektioner hos get är CAE-virus, RS-virus, lungmaskar och Corynebacterium pseudotuberculosis (böldsjuka). 

#### CAE[16]
Caprin Artrit-Encefalit (CAE) hos getter orsakas av ett lentovirus. Sjukdomen har ett smygande förlopp och leder så småningom till döden. Inkubationstiden kan vara flera år. CAE ger symtom i form av led-, hjärn-, lung- och juverinflammation. Sjukdomen kan diagnostiseras genom antikroppar i serum. CAE finns i den svenska getpopulationen.

#### Kastning[17]
Ett flertal infektioner är kända att orsaka kastning (abort) hos getter. Toxoplasmos (Toxoplasma gondii), en parasitsjukdom, är en känd abortorsak hos get i Sverige och övriga världen. En annan orsak till aborter hos get i Sverige är infektion med bakterien Listeria monocytogenes, som är vanlig i lantbrukets djurmiljöer. Andra smittsamma abortorsakande agens är salmonella, leptospira, schmallenbergvirus, Chlamydophila abortus (enzootisk abort), Coxiella burnetii (q-feber), Anaplasma phagocytophilum, kaprint herpesvirus typ 1 och Brucella melitensis.
Toxoplasma gondii, Listeria monocytogenes, Salmonella spp., Coxiella burnetii, Chlamydophila abortus, Leptospira spp. och Brucella melitensis är så kallade zoonoser vilket betyder att de kan spridas mellan djur och människa. 
Enzootisk abort och brucellos förekommer inte på get i Sverige.
Icke-infektiösa orsaker till abort hos get kan vara förgiftning, bristtillstånd och stress.
Juverinflammation
Juverinflammation eller mastit är den moderna mjölkgetens vanligaste sjukdom. Den orsakas främst av infektion med bakterier och förbyggs bäst genom god hygien och goda smittskyddsrutiner. Hos get är det vanligare med subkliniska (utan symtom) än kliniska (med synliga symtom) mastiter. Subkliniska mastiter innebär ofta att mjölkproduktionen sjunker och att det finns bakterier i mjölken vilket kan påverka livsmedlet.

## Tamgeten som nyttodjur

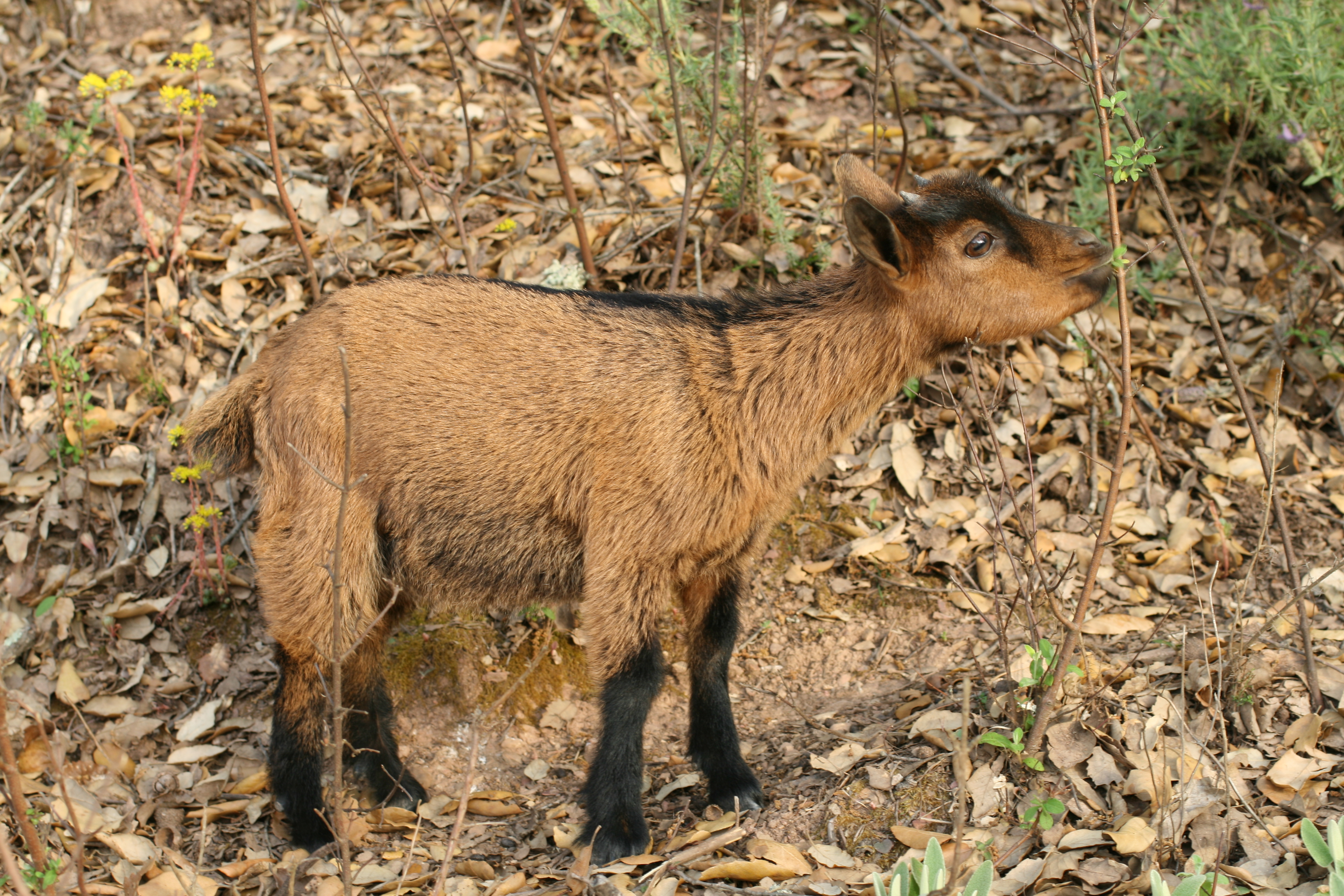
En killing.

Killing, tamgetens avkomma.

Tamget.

Geten är till nytta för människan främst för mjölkning och pälsfiber, och från det döda djuret kan kött och skinn användas. Välgörenhetsorganisationer förser ofta fattiga befolkningar i behov av hjälp med getter i stället för annan tamboskap, då de anses enklare och billigare att hålla och har många användningsområden. 

### Mjölk-, smör- och ostproduktion
Uppfödning av getter för mjölkproduktion är vanlig. Mjölken från get är naturligt homogeniserad, vilket innebär att grädden inte separerar naturligt, som i komjölk. Mjölken kan därför drickas färsk direkt från mjölkning, om den hålls ren, men pastörisering är att rekommendera för att minska halterna av bakterier som Staphylococcus aureus och Escherichia coli.
Getmjölk används vanligen för framställning av ost; små entreprenörer finns även som framställer smör och glass gjort på getmjölk. 
Getmjölk kan med fördel användas som substitut för komjölk i dieten för komjölksallergiker. Dock innehåller getmjölk liksom komjölk laktos, och kan orsaka matsmältningsproblem för individer med laktosintolerans. 
Mjölkgetter lakterar omkring 10 månader per år, och en mjölkget kan under sin bästa period ge omkring 3–4 liter mjölk per dag.
Smör av getmjölk är vitt, till skillnad från det gula smöret gjort på komjölk, eftersom det gula beta-karotenet i getmjölk förvandlas till en färglös form av A-vitamin.
Ost av getmjölk kallas ofta i Sverige efter den franska benämningen "chèvre", som just betyder get. Några franska varianter av getost är Rocamadour och Montrachet. Feta är en välkänd och populär grekisk variant, som ibland framställs av en blandning av mjölk från get och får.
I Sverige är getmjölksproduktionen begränsad, men desto vanligare i andra delar av världen. Ingen större produktion uppges emellertid förekomma i USA, Australien och Nya Zeeland. Tabellen visar produktionen i tusentals ton.
Det var vanligt bland renskötande fjällsamer att bedriva getskötsel fram till mitten av 1960-talet. Lappgeten är en utrotningshotad art som kommer från Lappland och är anpassad till renbetesmarker. Mjölkgeten gav mer mjölk än en ren.
| Område     | Fårmjölk | Getmjölk |
| ---------- | -------- | -------- |
| Världen    | 2 922    | 3 748    |
| Europa     | 1 028    | 765      |
| Sydamerika | 12       | 54       |
| Asien      | 1 308    | 2 028    |
| Afrika     | 573      | 901      |

### Köttproduktion
Getkött har en smak som liknar rådjur;[källa behövs] i vissa delar av Asien, framförallt i Indien, finns en särskild benämning som avser både get- och lammkött. Köttet kan tillagas på mångahanda sätt. Det mörare killingköttet har däremot en smak som lite mera liknar kalv. Det är också väldigt milt och magert.[källa behövs]
I näringshänseende har getkött lägre fett- och kolesterolhalter än exempelvis lammkött, jämförbart med kyckling, som dock är fattigare på mineraler än getkött. Ett skäl till den lägre fetthalten är att getter inte bygger upp fettdepåer i musklerna, så den "marmorering" av fett som är vanlig i såväl nöt- som fläskkött uppträder inte hos kött från get.

### Biprodukter från tamget
Av inälvorna från get kan exempelvis tillverkas material som används i suturer vid invärtes kirurgi. Getens horn, som symboliserar välstånd, används även för att tillverka enklare verktyg och husgeråd som exempelvis skedar.

## Geten i religion och folktro

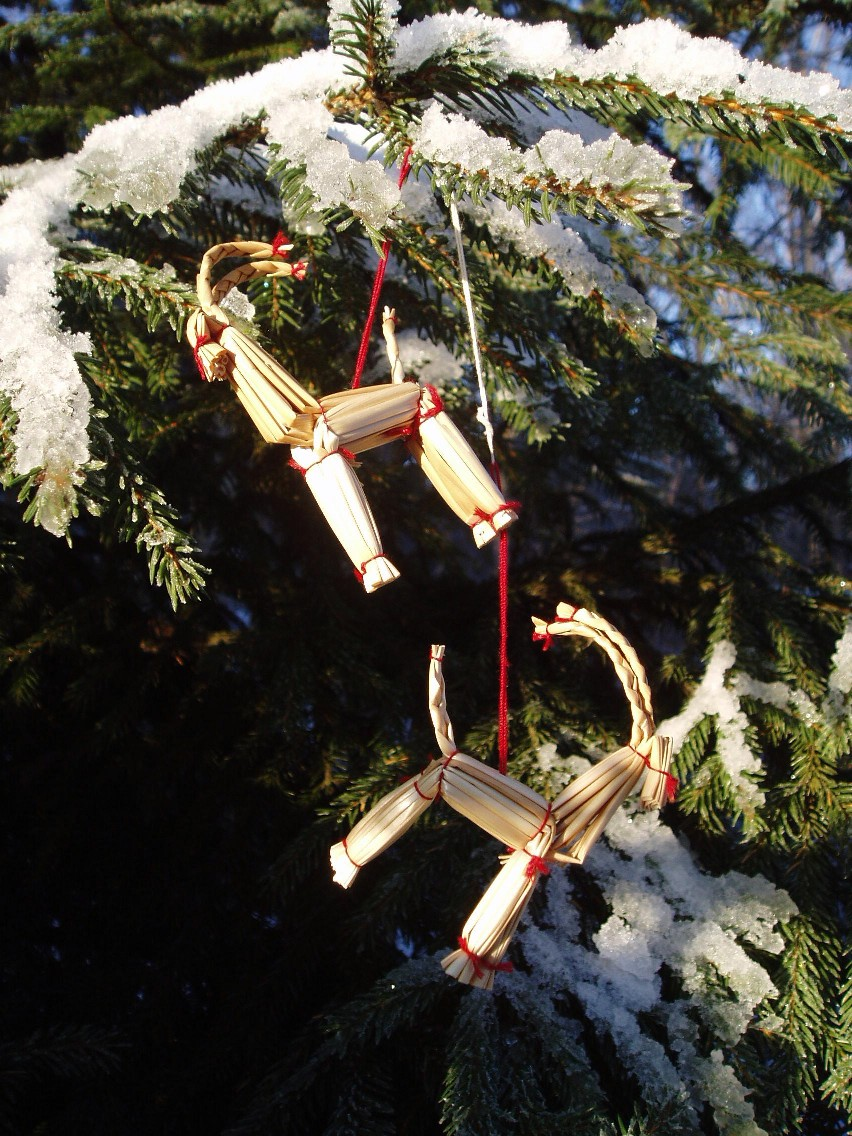
Julbocken är en kvarleva av den folktro som omgett geten.

### Nordisk mytologi
I nordisk mytologi nämns det att asaguden Tor har två getter som heter Tanngnjost och Tanngrisner. När åskan gick tolkades det som att Tors vagn drogs fram av bockarna. I den prosaiska eddan omnämns Tors resa till Utgårdaloke. Under övernattning hos gäster slaktas båda bockarna på kvällen för att återuppväckas till livet på morgonen av Tors hammare Mjölner. Med på färden är Tjalve och Röskva. Tjalve gör en av bockarna halt genom att bryta ett av dess ben för att komma åt märgen när han äter. Detta uppdagas då Tor upptäcker att bocken haltar morgonen efter måltiden. Som straff tvingas Tjalve och hans syster Röskva följa med Tor därifrån och bli hans tjänare.
Geten har ofta använts som offerdjur. Den har förknippats med potens men även med bristande impulskontroll, därmed ofta blivit associerad med det demoniska.
Guden Pan har en gets bakkropp, och Dionysos kan förvandla sig till en get. I den nordiska mytologin finns geten som fruktbarhetssymbol; krigsguden Tors vagn dras av två bockar, och geten Heidrun står på Valhalls tak och mjölkas mjöd åt kämparna.

### Judisk och kristen mytologi

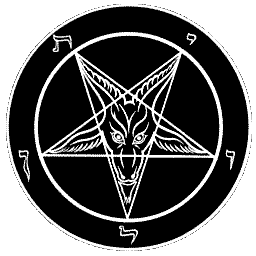
Satanistiskt pentagram med Baphomet, där gethuvudet fyller stjärnans fem spetsar.

I Bibeln spelar geten en särskild roll vid försoningsoffret, då en bock fick bära folkets synder ut i öknen, som beskrivs i Tredje Moseboken, kapitel 16. Därur härrör sig begreppet syndabock. Jesus säger också att han vid domen ska skilja de rättfärdiga och de orättfärdiga som en herde skiljer fåren från getterna. Flera av de här beskrivna tankarna kan ha samverkat till att djävulen i kristna länder ofta avbildas med horn och bockfötter.